# Pia Hiltunen
Pia Hiltunen, född 1991, är en finländsk politiker (Socialdemokraterna). Hon är ledamot av Finlands riksdag sedan 2023.
Hiltunen blev invald i riksdagsvalet 2023 med 3 426 röster från Uleåborgs valkrets.